# Charles Sands
Charles Edward Sands (* 22. Dezember 1865 in New York City; † 9. August 1945 in Brookville) war ein US-amerikanischer Golfer, Tennis- und Jeu-de-Paumespieler.

## Ausbildung
Charles Sands machte seinen Abschluss 1887 an der Columbia University. 2018 wurde er dort in die Athletics Hall of Fame aufgenommen.

## Sportliche Karriere
Bei den Olympischen Sommerspielen 1900 in Paris trat er für den Royal and Ancient Golf Club of St Andrews im Golf an und gewann die Herren-Konkurrenz am 4. Oktober nach vier Runden. Für 36 Löcher benötigte er 167 Schläge. Golf war aber weder sein erfolgreichster Sport noch sein beliebtester. Hauptsächlich spielte er Jeu de Paume, auch Court Tennis genannt. Er wurde 1899, 1900 und ein weiteres Mal mit dem Racquette d’Or geehrt, einer Auszeichnung für gute Tennisspieler in Frankreich. 1905 gewann er die American Championship im Court Tennis. 1908, als Court Tennis das einzige Mal olympisch war, nahm er an den Olympischen Sommerspielen in London teil, schied jedoch in der ersten Runde aus. Bereits acht Jahre zuvor nahm Sands an den Tenniswettkämpfen teil, die anders als Court Tennis auf Rasen gespielt wurde. Er schied dort aber sowohl im Herreneinzel als auch im Herrendoppel (mit Archibald Warden als Partner) und im Mixed (mit Georgina Jones als Partnerin) bereits in der jeweils ersten Runde aus. Damit wurde er einer von nur drei amerikanischen Athleten, die an drei Sportarten teilnahmen. Sein einziges bemerkenswertes Abschneiden bei einem Rasen-Tennisturnier war das Erreichen des Viertelfinals 1894 bei den U.S. National Championships.